# Сагайці
Сагайці — корінний народ Хакасії. Мова хакасів відноситься до тюркської групи, а сучасна писемність базується на російській графіці. Віруючі — православні християни та шаманісти. Хакасів поділяють на 5 етнографічних груп: качинці, кизильці, сагайці, койбали, шорці. В 1987 році від загальної численності хакасів сагайці становили 68,1 %, качинці — 20,6 %, шорці — 4,9 %, кизильці — 4,2 %, койбали — 2,2 %. Літературна мова склалася головним чином на основі качинського та сагайського діалектів. А версії походження терміна «сагай» ведуть до «саків» скіфо-сарматського часу, які проживали на території Центральної Азії. Перша згадка про них з'явилась у 1620 році.

## Історія
Хакасів називали татарами до 1917 року (Мінусинськими, Ачинськими, Абаканськими). Постанову про загальну для всіх назву «хакаси» було прийнято на 1-му з'їзді корінного населення — 6-7 квітня 1917 року, за ініціативою С. Д. Майнагашева. На 2-му з'їзді хакаського народу з 20 по 30 липня було затверджено рішення про утворення союзу інородців Мінусинського і Ачинського повітів під назвою «Хакасія». Прийнятий етнонім ототожнював корінних жителів Хакасії з єнісейськими киргизами, які в китайських джерелах династії Тан (9 — 10 ст,) іменуються «Хягас».

### Середньовіччя
Процес формування хакаського етносу включає кілька етапів. Початковий, або киргизький, етап відноситься до перших століть нової ери. У цей час формується народність, до складу якої входять близькі по мові і культурі племена. Це об'єднання очолювалось киргизами і носить в джерелах назву «Киргизький каганат». У цій державі соціальні відмінності збігалися з національними. Киргизи були правлячою нацією. У 17 ст. Киргизька земля являла собою федерацію 4-х племінних князівств: Алтисарского, Алтирского, Єзерського і Тубінского. Землі алтисарів розташовувалися на великій території верхньої течії р. Чулим, включаючи його витоки Білий і Чорний Іюси. Центр князівства знаходився на Білому Іюсе, де знаходилося «кам'яне містечко». Алтисарам платили данину кизильці, басагари, ачінці, Аргуни, Шусти, камлари та інші етнічні групи, що жили в басейні р. Чулим. Територія Алтирского князівства розташовувалася в басейні р. Абакан. Центр володінь алтирців знаходився на р. Ніні (притоці Уйбата). Їм платили данину сагайці, бельтири, табінці, кузнецькі татари, кучугути, частина саян. Єзерське князівство розташовувалося на лівобережжі р. Єнісей, з центром на р. Ерба. Тубінське князівство, розташовувалося на правобережжі р. Єнісей. Центр кочовищ кубинців знаходився на р. Упса (Туба). Їм були підвладні байкотовці, котти, камасинці, канські татари, койбали, кайдинці, качинці та інші етнічні групи правобережжя р.Єнісей. З XIII по XVII ст. Киргизи перебували в залежності від монгольської держави Алтин-ханів, територія якої знаходилася на захід від верхів'я Селенги і оз. Косогол до верхівки Іртиша, з центром у оз.Убса-Нур.
Політичний вплив алтин-ханів поширювався на Туву і Мінусинську улоговину. З появою росіян на р. Єнісей почалося поступове включення до складу російської держави киргизьких Киштима. Перехід під заступництво російського царя визволив місцеві народи від плати данини. Однак, протягом усього XVII ст. багато земель іменуються в документах «немирними», бо їх населення воювало проти росіян, відмовлялися платити данину. З метою закріплення земель російські військові заклали цілий ряд острогів, в тому числі Томський (1604), Кузнецький (1617), Красноярський (1628), Кониський (1636), Ачинський (1641), Перший Абаканський (1675). Киргизи і їх Киштима надали завзятий опір російському просуванню на південь. Одночасно з Росією на землі киргизів претендували монголи і джунгар. В 1667 році занепала держава Алтин-ханів, Киргизька земля потрапила в залежність до Джунгарського ханства. При збройній підтримці джунгарських загонів Киргизи переходять у наступ, завдаючи значного збитку російським містам і поселенням. Таке становище тривало до початку XVIII ст., коли в 1703 році більша частина населення Киргизької землі була введена в Джунгар. На р. Єнісей стає спокійно, і росіяни сміливо освоюють Мінусинську улоговину. У 1707 закладається Абаканський острог, в 1718 році — Саянський. 20 серпня 1727 року був укладений з Китаєм Буринський прикордонний трактат, за яким китайський імператор визнав права Росії на колишні володіння єнісейських киргизів. Тим не менш, аж до падіння Джунгарського ханства в середині 18 ст. деякі етнічні групи Хакасії (бельтіров, частина шорців) залишалися дводанцями. Вони платили данинк і Росії, і Джунгарії. На наступному етапі (XVIII—XIX ст.) формування хакаської народності відбулося згуртування залишків киргизів (кизильців, качинців, аринців, койбалів, сагайців, бельтірів, частини шорців та ін) Після приєднання Хакасії до Росії відбувається концентрація корінного населення в основному на лівобережжі р. Єнісей. Койбали переходять з правобережжя р.Єнісей на його лівобережжя. Частина качинців переселяється під Красноярськ на Південь (в межі нинішньої території. Хакасії). Однак деякі племена киргизьких Киштима (камасинці, байкотовці, Канські татари і ін) залишилися на правобережжі р.. Єнісей, змішалися з росіянами і асимілювалися в їх середовищі. З метою ослаблення єдності завойованих земель Росія в XVIII ст. адміністративно розділила їх між трьома острогами (Красноярськ, Кузнецьк, Томськ). Землі качинців, аринців, яринців, койбалів, кайдинців виявилися підвласними красноярській владі; сагайці, бельтірі та інші етніч. групи верхнього басейну Абакана і Томі (Жили до Заходу від р. Уйбат) відійшли до Кузнецького; корінне населення верхнього Причулим'я, (кизильців, ачинці, басагари та ін) були зараховані до м. Томськ, а потім м.Ачінск.

### XIX століття
Адміністративне розчленування Хакасії поглиблювало її роздробленість, ускладнювало процеси завершення консолідації хакаської народності. Спілкування корінного населення, яке опинилося в різних землях було заборонено і допускалося в виняткових випадках. Тільки з письмового дозволу поліцейських начальників. У ході адміністративної реформи 1822 року хакаси увійшли до складу Єнісейської губернії (Ачинського і Минусинського округу). Їх зарахували до розряду кочівних, і у них були утворені степові думи: в Ачинскому окрузі — Кизильска, в Мінусинському — Дума з'єднаних різнорідних племен, або Сагайська (пізніше Аскизская), Качинська і Койбальска. Дума здійснювала адміністративне управління і складалася з адміністративних пологів або улусів. У 1858 році Койбальска дума була скасована, і населення її на правах адміністративного роду було приписано до Думи Сполучених різнорідних племен.
У 80-і рр. XIX ст. думи стали іменуватися інородчими управами: Кизильською, Абаканською (Качинською), Сагайською, або Аскизською. У 1913 році після землеустрою інородчі управи були перетворені в волості — Кизильську, Усть-Абаканську, Аскизську, а населення перекваліфіковано з розряду кочівних в осілі. Протягом XIX ст. відбувалися істотні зміни в чисельності етнічних груп хакасців. У 20-і рр.. XIX ст. в загальній чисельність Хакасії переважали качинці — 36,6 %, сагайців (з бельтірів) становили 32,7 %, кизильців — 22,6 %, Койбалів — 5.1 %, шорці — 3 %. До кінця століття становище змінилося: чисельно стали переважати сагайці — 46,7 %, частка качинців зменшилася до 31,3 %, кизильців — до 16,7 %, койбалів — до 2,7 %, шорців — до 2,6 %.
Койбали були частково асимільовані в середовищі качинців і сагайців. Качинці, що залишилися під м. Красноярськ, обрусіли. На сучасному етапі йде подальша консолідація етносу під офіційним ім'ям «Хакасія». Між територіальними групами Хакасії зберігалися відмінності в господарському укладі в залежності від їх розселення по 3-м основним географічним зонам — степовій, лісостеповій і гірничо-тайговій. Качинці були найбільш вираженими степовиками-скотарями. Койбали в минулому, коли жили на правобережжі, в лісовій зоні, були мисливцями, але, переселившись на степу лівобережжя, стали скотарями, Землеробство отримало найбільший розвиток у сагайців, кизильців, жителів лісостепової зони. Проживання в тайзі і заняття полюванням було характерно для шорсків. Вони частіше інших груп займалися бортництвом, збором кедрових горіхів та іншими тайговими промислами. Кизильці активно займалися бджільництвом. З тваринницьких галузей у них інтенсивно розвивалося свинарство. Протягом XX ст. відбувся корінний перелом всіх видів традиційної діяльності Хакасії, що пов'язано насамперед із створенням радянських підприємств, радгоспів. Землеробство, після оранки степів, просунулося з передгір'їв в центральну частину Хакасії, нестача вологи там компенсувалася будівництвом іригаційних споруд, повсюдно розвивалися свинарство, птахівництво, садівництво, овочівництво. В ході консолідації зникли відмінності і в інших сферах матеріальної культури.

## Культура
У сагайців добре збереглася єдина національна кухня і форма одягу. В будь-якому районі можна зустріти один і той самий набір страв: суп з крупами — чарба угре, ячмінний суп — коче угре, толокно — талган, кров'яна ковбаса — хан, напій з кислого коров'ячого молока — айран тощо. Одяг хакасів ще до початку XX ст. являв собою єдиний тип, однак існували і деякі локальні відмінності в елементах крою та оздоблення. Наприклад, жіночі сукні у качинців мали більш широкий поділ, ніж у сагайців. На наплічниках і обшлагах сорочок у качинців орнамент вишивався більш широкою смугою, ніж у сагайців. Передній поділ у хакаських сукнях зазвичай коротше заднього, але у качинців ця різниця в довжині була помітніша, ніж у сагайців. При пов'язуванні хустки на голові, качинки робили більш широку складку, ніж сагайки. Проте ці відмінності не виходили за рамки єдиного спільнохакаського типу одягу. В цілому у всіх областях матеріальної культури спостерігається велика єдність в рамках всього етносу, а наявні відмінності виявляють тенденцію до зменшення або зникнення. Духовна культура Хакасії представлена фольклором. Різноманітні його жанри: героїчні оповіді (алипти нимахтар) і казки (нимахтар), легенди і перекази (кип-чоохтар), прислів'я (соспектер) та приказки (чоох-чаахтар), загадки (Сіспектер), ліричні пісні (тахпахтар, ирлар). Найбільш поширеним жанром є героїчний епос. Передаючись з покоління в покоління, героїчний епос несе сліди різних історичних епох. У них ми знаходимо боротьбу добра і зла, розповіді про життя та подвиги богатирів. Оповідання в епосі одягнене в високохудожню поетичну форму. Зберігачами та розповсюджувачами героїчних сказань, як і багатьох інших жанрів фольклору, були оповідачі-хайджі. Хайджі вели своє оповідання речитативним горловим співом (хай), акомпонуючи собі на музичному інструменті — чатхане. Хакаський народ свято шанує родові відносини. Вони добре знають походження і історію своїх імен, прізвищ, роду. Бережуть і передають нащадкам із покоління в покоління реліквії сім'ї та роду. У кожному хакаському роді дотримуються звичаї та традиції, зберігаються родові знаки, національні костюми.

## Цікаві факти
В 1899 році була опублікована інформація про стан медицини у сагайців. Вже тоді їхні методи вважалися, м'яко кажучи, дивними. Для прикладу візьмемо найцікавіші:
1. Складні пологи. Пологи значно полегшуються, якщо поперек спини покласти цілу зміїну шкіру, знайдену в степу або на горі.
2. Укус руки або ноги собакою. Виліковується так: стара бере наперсток і, тримаючи його 3 пальцями, пригортає тричі до хворого місця і промовляє: «о, собако, візьми свою гидоту, відволічи своє злодіяння, та не ниє сіє місце і та не болить ніяк!». Потім поранене місце загоюється.
3. Зубний біль. Він проходить завдяки триманню на зубах диму міцного тютюну або спирту.
4. Кашель. Проти кашлю курять тютюн.
5. Безсоння. Якщо перед відходом до сну уважно подивитись на холодну воду в ковші або на дьоготь в відрі, або в пічну трубу — безсоння не буде.
6. Біль у горлі проходить, якщо на ніч до горла прив'язати панчоху, повернувши її підошвою до горла.
7. Червоні плями на тілі. Ці плями коли людина їх розчухає, чорніють. Їх видаляють не торкаючись, приговорюючи: «Хай підуть вони звідси і будуть на хребті жовтого коня або на хвості куцої кобили, що не носила ніколи жеребенят, або на великих грудях маленьких дівчат!».

Такі дивні рецепти колись вважались сагайцями ефективними.